# Gojeb

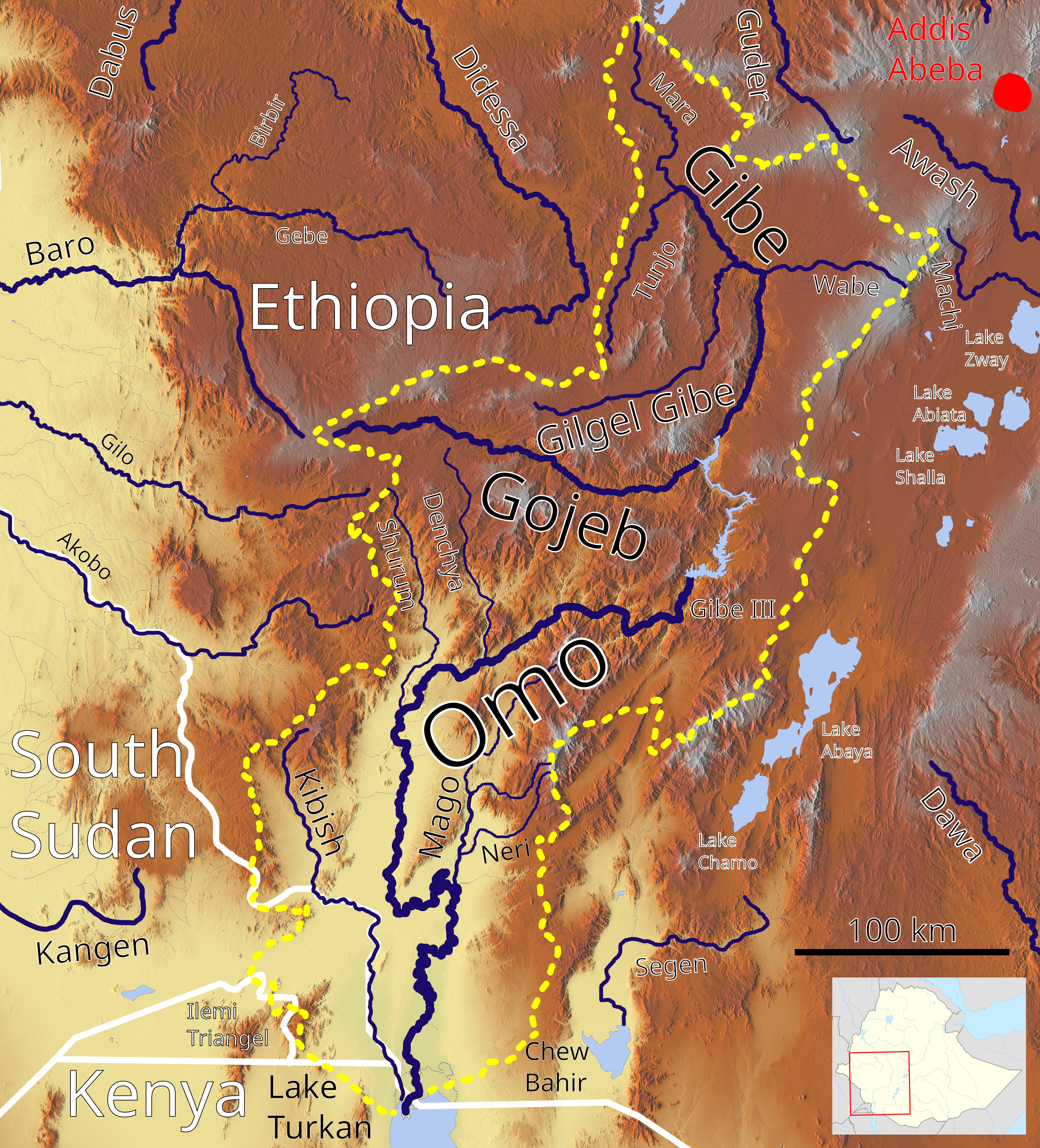
Le bassin de l'Omo

La rivière Gojeb est un affluent s'écoulant vers l'est de la rivière Omo en Éthiopie. Il s'élève dans les montagnes de Guma, coulant en ligne presque directe jusqu'à sa confluence avec l'Omo à
7° 20′ 25″ N, 37° 21′ 17″ E.
Son canyon constituait pour l'ancien Royaume de Kaffa une frontière défensive importante, comme le décrit Mohammed Hassan :

« La vallée chaude du Gojeb, infestée à la fois de terribles moustiques et de mouches tsé-tsé, couverte d'herbes hautes et de forêt dense, rendait pratiquement impossible une attaque de cavalerie rapide et une retraite. Cette protection naturelle… était encore renforcée par des fortifications artificielles élaborées et très complexes qui protégeaient toutes les entrées de ce pays. »

— Mohammed Hassan, Les Oromo d'Ethiopie : une histoire 1570-1860 (1994)
En raison de sa situation entre les deux royaumes, Alexandre Boulatovitch, qui traversa le fleuve en janvier 1897, rapporta que sa vallée était inhabitée, mais « regorge de chèvres sauvages et d'antilopes. On y rencontre des léopards et des lions. Des animaux plus gros, tels que comme les éléphants et les rhinocéros, restent plus bas sur le cours du fleuve, près de l'endroit où le Gojeb se jette dans l'Omo.
Le Gojeb est l'emplacement du Barrage de Gojeb, le premier projet énergétique indépendant d'Éthiopie. Cette centrale hydroélectrique de 150 MW est entrée en exploitation commerciale en 2004. Le projet a été développé par Mohammed International Development Research Organisation and Companies (MIDROC), qui a l'intention de vendre la production à la Ethiopian Electric Power Corporation.